# Selketalbahn
Selketalbahn – wąskotorowa (rozstaw 1000 mm) niezelektryfikowana linia kolejowa biegnąca przez teren kraju związkowego Saksonia-Anhalt], w Niemczech. Łączył Quedlinburg z miejscowością Hasselfelde. Zarządcą całej infrastruktury jest Gernrode-Harzgeroder Eisenbahn-Gesellschaft.